# Haldaur
Haldaur là một thành phố và là nơi đặt ban đô thị (municipal board) của quận Bijnor thuộc bang Uttar Pradesh, Ấn Độ.

## Địa lý
Haldaur có vị trí 29°18′B 78°17′Đ / 29,3°B 78,28°Đ Nó có độ cao trung bình là 220 mét (721 feet).

## Nhân khẩu
Theo điều tra dân số năm 2001 của Ấn Độ, Haldaur có dân số 17.894 người. Phái nam chiếm 53% tổng số dân và phái nữ chiếm 47%. Haldaur có tỷ lệ 61% biết đọc biết viết, cao hơn tỷ lệ trung bình toàn quốc là 59,5%: tỷ lệ cho phái nam là 68%, và tỷ lệ cho phái nữ là 54%. Tại Haldaur, 15% dân số nhỏ hơn 6 tuổi.